# Mochokidae
Mochokidae é uma família de peixes-gato (ordem Siluriformes) nativos da África. Há cerca de 10 gêneros e 188 espécies, todos dulcícolas.
Eles possuem três pares de barbelas, sendo as barbelas nasais ausentes; algumas vezes, as barbelas mandibulares podem ser ramificadas. Os lábios são modificados para dar função de aspiração à boca, nos gêneros Atopochilus, Chiloglanis, e Euchilichthys. A barbatana adiposa é geralmente longa. A barbatana dorsal e as peitorais têm espinhos geralmente fortes e dotados de um mecanismo de aferolhamento. Variam no comprimento, não ultrapassando 72 centímetros. Existem várias espécies populares entre os aquaristas, entre as quais, Synodontis nigriventris, Synodontis angelicus e Synodontis multipunctatus.

## Gêneros
- Acanthocleithron Nichols & Griscom, 1917
- Atopochilus Sauvage, 1879
- Chiloglanis Peters, 1868
- Euchilichthys Boulenger, 1900
- Microsynodontis Boulenger, 1903
- Mochokiella Howes, 1980
- Mochokus Joannis, 1835
- Synodontis Cuvier, 1816